# Casa de Câmara e Cadeia de Santa Cruz Cabrália
A Casa de Câmara e Cadeia de Santa Cruz Cabrália é um sobrado histórico na cidade de Santa Cruz Cabrália, Bahia, Brasil. A data de construção é desconhecida, mas baseado na sua arquitetura, provavelmente data do final do século XVIII. O edifício foi tombado pelo Instituto do Patrimônio Histórico e Artístico Nacional (IPHAN) em 29 de janeiro de 1981, através do processo de número 1021-T-80, recebendo registro no Livro do Tombo Arqueológico, Etnográfico e Paisagístico sob o nº 83.
A edificação possui arquitetura simples. O edifício tem dois pavimentos, circulação central e telhado de duas águas, características da arquitetura do período colonial.
Segundo um documento de 1887, no pavimento térreo funcionou a cadeia da cidade, enquanto que o primeiro andar funcionava a Câmara e o Tribunal do Júri. Desde pelo menos o início dos anos 2000 o edifício funciona como arquivo público municipal de Santa Cruz Cabrália e lá estão expostos permanentemente os achados do sítio arqueológico escavado na praça histórica.